# حمود السلوة
حمود بن رشيد السلوة التميمي، لاعب كرة قدم سعودي سابق وُلد في حائل شمال السعودية، وقد كان يلعب مع نادي الجبلين.

## مسيرته الرياضية
بدأ السلوة كلاعب في درجة الناشئين والشباب والأول بنادي الجبلين بحائل، ثم مدربا مساعدا لعدة مدربين، وتخرج بعد ذلك من معهد التربية الرياضية بالرياض عام 1392هـ وكان الأول على دفعته مع مرتبة الشرف الأولى.
ثم أصبح معلما للتربية الرياضية، ثم مدربا للياقة البدنية ومساعداً مع المدرب القدير محمد الخراشي في كافة المنتخبات الوطنية لكرة القدم طيلة أكثر من 15 سنة، ثم محاضرا معتمدا من قبل الاتحادين السعودي والآسيوي لكرة القدم،
بعدها تقاعد من العمل الحكومي بعد خدمة 36 سنة في التربية والتعليم كمعلم تربية رياضية، ثم اعتزلت التدريب، واتجه للكتابة الرياضية والتحليل الفني الرياضي في شبكة الاوربت وشبكة راديو وتلفزيون العرب والقناة الرياضية السعودية.
شهرة حمود السلوة كانت كمدرب أكثر منها كلاعب، لكونه ارتبط بكثير من الإنجازات للكرة السعودية.
لعل أبرزها تحقيق بطولة آسيا للناشئين مرتين كمساعد لمحمد الخراشي، والتأهل إلى دورة الألعاب الأولمبية بأمريكا مع المنتخب الأولمبي، والوصول مع منتخب الناشئين ثلاث مرات لكأس العالم بالصين وكندا واسكوتلندا.
أيضاً تحقيق كأس دورة الخليج للمرة الأولى عام 1994 كمساعد لمحمد الخراشي، والوصول وللمرة الأولى أيضا مع المنتخب الأول إلى كأس العالم بأمريكا 1994 أيضا كمساعد لمحمد الخراشي، وكذلك تحقيق كأس العالم للناشئين 1989 بأسكوتلندا.
ومع الجبلين فقد ساهم كمساعد للمدرب في صعوده للمرة الأولى في تاريخه إلى الدوري الممتاز وذلك عام 1400هـ.